# Caesars Head
Caesars Head es un lugar designado por el censo ubicado en el condado de Greenville en el estado estadounidense de Carolina del Sur. En el Censo de 2020 tenía una población de 84 habitantes y una densidad poblacional de 22,05 habitantes por km². Fue incluido como CDP en el censo de 2020.

## Geografía
Caesars Head se encuentra ubicado en las coordenadas 35°6′19″N 82°37′14″O / 35.10528, -82.62056. Según la Oficina del Censo de los Estados Unidos,  tiene una superficie total de 3,81 km², todos correspondientes a tierra firme.